# 罗伊特林根体育及游泳俱乐部
罗伊特林根足球俱乐部是一家位于德国巴登-符腾堡州罗伊特林根的足球俱乐部，成立于1905年5月9日。